# Завод метанолу в Вайтара
Завод метанолу в Вайтара (Waitara) — виробничий майданчик на західному узбережжі Північного острова Нової Зеландії.
Для реалізації проєкту створили компанію Petralgas Chemicals NZ, засновниками якої виступили державна Petroleum Corporation of New Zealand (Petrocorp, в 1988-му була приватизована та перетворена на Fletcher Challenge) та канадська Alberta Gas Chemicals, що отримали 51 % та 49 % участі відповідно. У 1994-му новим власником заводу стала канадська Methanex, що спершу діяла через Methanex Motunui Ltd, а з 2015-го через Methanex New Zealand Ltd.
Майданчик для заводу обрали на незначному віддаленні від узбережжя Тасманового моря, на лівому березі річки Вайтара — в регіоні, де була сконцентрована газовидобувна промисловість країни, що мала забезпечувати сировину для синтезу кінцевого продукту. Будівельні роботи стартували у 1981-му, а наприкінці 1983 року завод видав першу продукцію та невдовзі вийшов на повну потужність у 1200 тонн метанолу на добу. Надалі потужність майданчику досягнула 1500 тонн на добу, що еквівалентно 548 тисячам тонн на рік.
Завод у Вайтара з самого початку здійснював дистиляцію продукту з доведенням його до категорії високочистого (chemical grade). У 1989-му встановили другу колону дистиляції, що довело потужність по цьому напряму до 3000 тисяч тонн на добу та дозволило приймати для очистки метанол з розташованого за кілька кілометрів заводу у Мотунуї (останній за первісним проєктом мав виробляти метанол як напівфабрикат для продукування синтетичного пального, а тому первісно не мав здатності випускати продукцію класу chemical grade). У середині 1990-х майданчик у Мотунуї також отримав власні установки дистиляції, а сполучення між ним та Вайтара перетворили на бідирекціональне — із двох метанолопроводів діаметром по 150 мм один призначався для метанолу-сирцю, а другий для очищеного продукту.
Сировину для виробничого процесу майданчик отримував по газопроводах Мауї та Капуні – Мотунуї/Вайтара. Для видачі готової продукції призначалась продуктопровідна система Мотнуї/Вайтара – Таранакі.
Воду для технологічних потреб забирали з річки Вайтара, а скид каналізаційних вод провадився по трубопроводу, що виходив на 1,25 км в Тасманове море.
У 2008-му на тлі зниження видобутку газу майданчик у Вайтара законсервували, проте в 2013-му знову запустили.
У 2021-му через чергове загострення сировинної кризи завод у Вайтара зупинили.